# Balej
Balej (bulgariska: Балей) är ett distrikt i Bulgarien.   Det ligger i kommunen Obsjtina Bregovo och regionen Vidin, i den nordvästra delen av landet, 170 kilometer norr om huvudstaden Sofia.
Trakten runt Balej består till största delen av jordbruksmark. Runt Balej är det ganska glesbefolkat, med 38 invånare per kvadratkilometer.